# John Dugdale (Fotograf)
John Dugdale (* 1960 in Connecticut) ist ein US-amerikanischer Fotokünstler.

## Leben und Werk
Dugdale begann sich im Alter von zwölf für die Fotografie zu interessieren, nachdem er von seiner Mutter eine erste Kamera geschenkt bekommen hatte. Er besuchte die School of Visual Arts in New York City und studierte dort Fotografie und Kunstgeschichte. 1983 präsentierte Christian Michelides in Wien erstmals seine fotografischen Arbeiten, in einer Einzelausstellung und einem Katalog. Zurück in New York absolvierte Dugdale eine erfolgreiche, ein Jahrzehnt dauernde Karriere als Mode- und Werbefotograf, in deren Verlauf er unter anderem für Bergdorf Goodman, Martha Stewart und Ralph Lauren arbeitete.
1993, im Alter von 33, erblindete Dugdale aufgrund eines Schlaganfalls und einer CMV-Infektion fast vollständig. Ursache war eine HIV-Infektion. Das rechte Auge erblindete vollständig, am linken verblieb eine Sehkraft von zwanzig Prozent. Damit war Dugdales kommerzielle Karriere schlagartig beendet. Er weigerte sich jedoch, die Fotografie aufzugeben und begann, sich mit alter Technik des 19. Jahrhunderts zu befassen. Mit Hilfe von Freunden und Familienmitgliedern, die ihm assistierten, begann er mit historischen Großformatkameras zu arbeiten, erlernte Cyanotypie und Platindruck, arbeitete auf Albuminpapier, welches in der zweiten Hälfte des 19. Jahrhunderts zu einer rasanten Verbreitung der Fotografie beigetragen hatte. Seine besondere Sensibilität im Umgang mit der klassischen Technik unterstrich die Poesie seiner nunmehrigen Arbeiten und die Transzendenz von Zeit und Ort in seinen Arbeiten. Ein Zitat des fast erblindeten Fotografen: „Die Seele ist der Sitz allen Sehens. Im Grunde ist es die Seele, die sieht.“
Dugdale hat seine Arbeiten in mehr als 25 Einzelausstellungen gezeigt, weltweit. Eine seiner bekannteren Ausstellungen drug 1995 den Titel: Lengthening Shadows Before Nightfall, auf Deutsch: Länger werdende Schatten vor Sonnenuntergang. Seine Arbeiten wurden in Gruppenausstellungen am Miami Art Museum, am High Museum of Art in Atlanta und am Aldrich Contemporary Art Museum in Ridgefield gezeigt. Seine Fotografien sind in namhaften Sammlungen vertreten, darunter das Metropolitan Museum of Art und das Whitney Museum in New York, sowie das Museum of Fine Arts, Houston. Der Künstler wurde in die Royal Photographic Society in Bath aufgenommen und sprach in der BBC, dem National Public Radio, an verschiedenen Universitäten, sowie bei öffentlichen und privaten Events über seine Arbeit, seinen Umgang mit Techniken des 19. Jahrhunderts und seiner ästhetischen Konzeption – und beantwortet immer wieder die Frage, was es bedeutet „zu sehen“.

## Voices
„Dugdale bearbeitet kontinuierlich die schöne Oberfläche seiner tieferen Anliegen – Spiritualität, Tod, Inneneinrichtung – weshalb seine raffinierte Neu-Viktorianische Sensibilität und seine erlesenen Drucke ziemlich verführerisch sein können.“

## Nachweise
1. ↑  Alison Young: "Into the Blue". The Image Written on Law. In: Yale Journal of Law and the Humanities, Bd. 13 (2013), Heft 1, S. 18, ISSN 1041-6374
2. ↑  mutualart.com, abgerufen am 3. Jänner 2015